# Neckarsulm

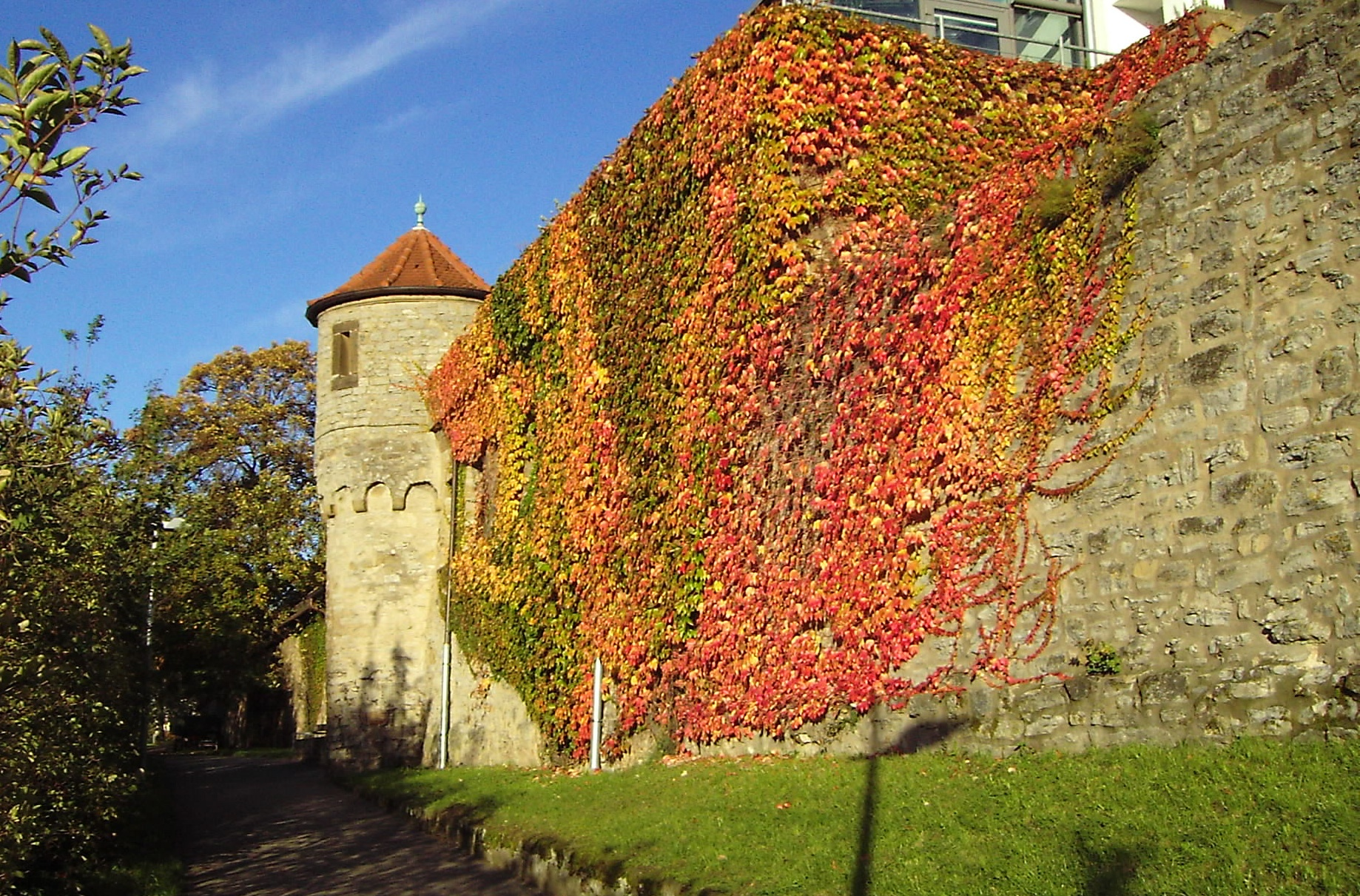
Stadsmuur

Neckarsulm is een stad in het noorden van de Duitse deelstaat Baden-Württemberg. De stad telt 26.324 inwoners en is daarmee de grootste stad in het Landkreis Heilbronn. De stad ligt bij de monding van de Sulm in de Neckar en dankt haar naam aan deze beide rivieren. Samen met het ten zuiden ervan gelegen Heilbronn vormt Neckarsulm een aaneengesloten bebouwde agglomeratie.
Neckarsulm was 1484 tot 1805 in het bezit van de Duitse Orde.
Het auto- en motorenmerk NSU kwam uit Neckarsulm en ontleende er zijn naam aan: het bedrijf begon in 1884 met breimachines en heette toen Neckarsulmer Strickmaschinenfabrik. Tegenwoordig worden er Audi's gebouwd. In Neckarsulm bevindt zich het hoofdkantoor van Lidl, een ook in Nederland en België actieve keten van discountsupermarkten. Tevens bevindt zich er het hoofdkantoor van Bechtle AG.
Het Zweirad & NSU-Museum is eveneens gevestigd in deze stad, en herbergt een van de grootste fiets- en motorfietscollecties van Duitsland.
Abstatt ·
Bad Friedrichshall ·
Bad Rappenau ·
Bad Wimpfen ·
Beilstein ·
Brackenheim ·
Cleebronn ·
Eberstadt ·
Ellhofen ·
Eppingen ·
Erlenbach ·
Flein ·
Gemmingen ·
Güglingen ·
Gundelsheim ·
Hardthausen am Kocher ·
Ilsfeld ·
Ittlingen ·
Jagsthausen ·
Kirchardt ·
Langenbrettach ·
Lauffen am Neckar ·
Lehrensteinsfeld ·
Leingarten ·
Löwenstein ·
Massenbachhausen ·
Möckmühl ·
Neckarsulm ·
Neckarwestheim ·
Neudenau ·
Neuenstadt am Kocher ·
Nordheim ·
Obersulm ·
Oedheim ·
Offenau ·
Pfaffenhofen ·
Roigheim ·
Schwaigern ·
Siegelsbach ·
Talheim ·
Untereisesheim ·
Untergruppenbach ·
Weinsberg ·
Widdern ·
Wüstenrot ·
Zaberfeld